# ハミング (柔軟剤)
ハミング (humming) は、花王が発売している衣類用柔軟仕上げ剤。現在、濃縮タイプが主力であるが、従来タイプも発売されている。

## 歴史
ハミングは、花王ソフターの後継商品として1966年に発売。しばらくは「花王ソフター」の字も小さく書かれていた。その後、1970年に大サイズが追加され、柔軟剤の使用が定番化した1980年には現在も発売されている特大サイズが追加された。
1988年にはライオンから発売された濃縮柔軟剤「ソフラン1/3」に対抗するため「ハミング1/3」を発売。1994年には当時、スタンディングパウチの先駆けであった「つめかえ用（発売当時は漢字表記で「詰替用」）」を発売した。1999年には派生製品として、仕上がり時の香りが楽しめる「フローラルハミング1/3」を発売し、翌年の2000年には日本初となる抗菌タイプの柔軟剤「抗菌プラスハミング1/3」を発売。これを機に長年発売されていた「フロリア」や「タッチ」の生産を終了し、柔軟剤ブランドを「ハミング」に統一した。これらの製品は2005年に容器形状が変わり、1/3が取れ「ハミング レギュラー」「フローラルハミング」「抗菌ハミング」となり、2015年3月の全面刷新により新「ハミング」として再編・統合された。
2008年10月には抗菌仕上げにより天気や干し場所を選ばない新発想の柔軟剤「ハミングフレア 毎日ふんわりエッセンス」を発売した。そして発売45年目に入った2010年11月には節水洗濯や環境意識の高まりを受け、「ハミング 濃縮タイプ」よりも使用量を減らしながらも柔軟効果を高めた超コンパクトタイプ「ハミングNeo（ネオ）」を発売した。また、2014年4月には従来発売されていた「ハミングフレア 毎日ふんわりエッセンス」に替わる抗菌効果を高めた柔軟剤「ハミングファイン」を発売した。
2022年8月には、従来単独ブランドで発売されていた「フレア フレグランス」を刷新する形で製品名に「ハミング」が付き、サブブランド「ハミング フレア フレグランス」としてリニューアルされた。
「ハミング」のロゴは幾度か変更が行われており、2023年4月に改良された「ハミング消臭実感」から現行ロゴとなる。なお、濃縮タイプと非濃縮タイプではブランドロゴが異なる。
柔軟剤に関しては現在でも激しいシェア争いが繰り広げられている。下記の他社との競合を参照のこと。

## 成分
- 主基剤はカチオン界面活性剤
- 洗浄効果はないが、帯電防止効果、柔軟仕上げ効果、抗菌作用がある
- エステルアミド型4級塩または酸塩
- 抗菌タイプは長鎖アルキル塩化ベンザルコニウム塩配合

## ラインナップ
柔軟剤は大きく従来タイプと濃縮タイプに分かれる。従来タイプのラベルには濃縮タイプの存在を知らせるメッセージが記載されていたが、現在、この表記は無く、用途名（柔軟剤）を大きく記載している（以前も小さく表示されていたが、用途名表示の標準化により小変更）。
濃縮タイプにはそれぞれにつめかえ用を複数容量をラインナップしており、「消臭実感」のリフレッシュグリーンの香りとローズ&フローラルの香り、「フレア フレグランス」のフローラルスウィートの香りとフラワーハーモニーの香りにはAmazon.co.jp限定となる2,400mlの超特大サイズ「デカラクサイズ」も設定されている（「消臭実感」は2022年4月、「フレア フレグランス」は同年8月に順次発売）。
かつては環境に配慮した紙パック入りの製品（ニューハミング、ただし、従来タイプ）も存在した。その後パックタイプのつめかえ用が普及して廃止。

### 柔軟剤（濃縮タイプ）
ハミング 素肌おもい
2015年3月発売。従来の「ハミング レギュラー」・「フローラルハミング」・「抗菌ハミング」を統合・再編した新基盤製品。2023年9月にリニューアルされた。
製品の機能は抗菌効果を持つ「抗菌ハミング」をベースとしている。2023年9月のリニューアルでは天然由来の柔軟成分が増量され、香り付きの製品は「無香料」同様に着色料が無添加となり、液色が青から白に変更された。
ボトル形状は発売当初、取っ手を省く代わりにS字を配したボトルが採用されていたが、2021年10月のリニューアルで「ハミング」の濃縮タイプの他の製品と同じ形状へ変更・統一。2023年9月のリニューアルで「ハミング消臭実感」と同形状へ変更された。
香りは従来の「ハミング レギュラー」を継承する微香タイプの「フローラルブーケの香り」、「フローラルハミング」を継承する「オリエンタルローズの香り」を2023年9月のリニューアルに合わせて香りも改良された「フレッシュローズの香り」、2021年10月のリニューアルに合わせて発売された「無香料」の3種類。発売当初は「フルーティーグリーンの香り」も発売されていたが、2019年3月をもって製造終了となった。香りの強さの目安は「フローラルブーケの香り」が「1」、「フレッシュローズの香り」が「3」である。「無香料」は「ハミング」ブランドとしては初となるが、香りが無い製品としては無香性タイプの「ハミングLINNE」以来の設定となる。
なお、リニューアルに合わせて本体の内容量を変更（720ml→600ml）したほか、使用量の目安も従来の30Lあたり7mlから30Lあたり10mlに変更した。その為、新「ハミング」の発売当初、つめかえ用の上部に「新しいボトルをお買い求めのうえ、ご使用ください。」と注意書きがされていた。また、2023年9月のリニューアルに伴って内容量が減容（本体:600ml→530ml、つめかえ用:540ml→480ml）され、つめかえ用には「素肌おもい」では初となる通常サイズの約2.1倍量（1,000ml）でキャップ付の大容量パックが追加された。
ハミング消臭実感
2021年3月に「ハミングファイン（2014年4月発売）」を全面刷新する形でリニューアル。2023年4月のリニューアルでは、抗菌成分を変更する組成改良が行われ、ボトルの容器形状が変更された。
香りのラインナップは「ハミングファイン」から引き継ぎ、「ハミングファイン」の発売当初からラインナップしている「リフレッシュグリーンの香り」と「ローズガーデンの香り」、2022年3月のリニューアルに伴って追加された「やさしいリラックスソープの香り」と「アクアティックフルーツの香り」を加えた4種類となった。なお、2016年3月に追加された「ヨーロピアンジャスミンソープの香り」はリニューアルに伴って2022年3月をもって製造を終了した。2023年4月のリニューアルで一部の香りも改良され、「ローズガーデンの香り」は「ローズ&フローラルの香り」に、「やさしいリラックスソープの香り」は「香り控えめホワイトソープの香り」にそれぞれ改名された。香りの強さの目安は「香り控えめホワイトソープの香り」のみ「3」、それ以外は「4」である。
内容量は「ハミングファイン」から変更（本体:570ml→530ml、つめかえ用:480ml→400ml、つめかえ用特大:880ml(約1.8倍)→1,400ml(3.5倍)、つめかえ用超特大:1,200ml(約2.5倍)→2,000ml(5倍)）。これに、通常サイズの2.5倍となる1,000ml入りのつめかえ用大が追加設定された。2023年4月の改良に伴い、本体とつめかえ用（通常サイズ）は減容（本体:530ml→510ml、つめかえ用:400ml→380ml）、つめかえ用の1,400ml（3.5倍）は1,520ml（4倍）に増量となった（つめかえ用の1000ml(約2.6倍)と2000ml(約5.2倍)は据え置き）。
なお、従来品である「ハミングファイン」では、「フルーティアロマの香り（2014年4月 - 2016年3月）」や「マリンシトラスの香り（2015年5月 - 2017年5月）」も発売されていた。
ハミング消臭実感Wパワー
2022年5月発売。「ハミング消臭実感」のシリーズ品で、消臭成分が2種類に強化され、「さらさらコーティング成分」と呼ばれるニオイの元となる脂が衣類に付着するのを抑制する成分が配合されている。2023年5月に消臭成分の増量と「ハミング消臭実感」同様にボトル形状を変更してリニューアルされた。
香りはブルーデザインの「スプラッシュシトラスの香り」と2023年5月のリニューアルに伴って追加されたピンクとシルバーの2トーンデザインの「ハーバルデオサボンの香り」の2種類。発売当初はピンクのデザインの「フレッシュフローラルの香り」が設定されていたが、リニューアルに伴って2023年5月をもって製造を終了した。香りの強さの目安は2種類とも「5」で、「IROKA」や後述する「ハミング フレア フレグランス」と同等レベルに相当する香りが強いタイプとなる。
内容量は「ハミング消臭実感」と同量で、つめかえ用は通常サイズに加え、大サイズと特大サイズも設定される（つめかえ用は通常サイズ以外は花王の製品情報サイトには未掲載）。2023年5月のリニューアルに伴い、「ハミング消臭実感」同様、本体とつめかえ用（通常サイズ）は内容量を減容、つめかえ用特大サイズは1,520mlに増量された（つめかえ用大サイズは従来から内容量を据え置き）。
ハミング フレア フレグランス
2011年9月に「ハミングフレア フレグランスコレクション」の後継製品として「フレア フレグランス」を発売。香りの強いタイプで、香りの強さの目安は「5」である。2022年8月のリニューアルで「ミネラルアロマ」と呼ばれる香り技術が採用され、「ハミング」へのブランド統合により製品名が変更された。2023年8月にパッケージデザインを変更してリニューアルされた。香りは「フレア フレグランス」の発売当初からラインナップされている「フローラルスウィートの香り」、2015年9月に発売された「フラワーハーモニーの香り」、2021年8月に発売された「リッチフローラルの香り」、2022年8月に発売された「チャーミングブーケの香り」、そして、2023年8月のリニューアルに合わせて追加された「サボン デ サボンの香り」の5種類を揃える。なお、2020年8月に発売された「ホワイトブーケの香り」は「サボン デ サボンの香り」と入れ替わりで2023年8月をもって製造を終了した。
内容量は「フレア フレグランス」から変更（本体:540ml→520ml、つめかえ用:400ml→380ml、つめかえ用大(2.5倍):1000ml→950ml、つめかえ用特大:1400ml(3.5倍)→1800ml(約4.7倍)）。これに、内容量据え置きとなるつめかえ用超特大2000ml（従来の5倍から約5.2倍に変更）が設定される。
ハミング消臭実感 自動投入専用
2023年4月発売。「ハミング消臭実感」のシリーズ品で、自動投入機能付洗濯機専用の製品。濃縮処方により「ハミング消臭実感」の半分の使用量（水30Lに対し5ml）となり、抗菌成分がトリプルで配合されている。香りは「澄みきったリフレッシュグリーンの香り」と「ふわりローズ&フローラルの香り」の2種類。
タンクへ補充を前提としているため、スタウトパウチ仕様となる。内容量は700mlの他に、1回使い切りとなる300mlの「お試しサイズ」も設定されている。
ハミング 自動投入専用
2022年9月よりECサイト、同年10月より一部店舗で順次発売。日本初となる自動投入機能付洗濯機専用の柔軟剤で、使用量は他の「ハミング」の濃縮タイプよりも少なく（水30Lに対し7ml）、タンクへの付着を抑制するため固まりにくい液性を持つ。アクアグリーンの香り。タンクへの補充を前提としているため、ボトルではなくキャップ付スタウトパウチとなり、「ハミング消臭実感」のつめかえ用（400ml）3袋分の大容量となる1200ml入りとしている。
「ハミング消臭実感 自動投入専用」への移行のため、2023年3月末をもって店舗での販売を終了し、ECサイト専売品へ移行された。

### 柔軟剤（非濃縮タイプ）
ハミング
現在でも2500mL入りの特大サイズのみだが、継続生産されている。ホワイトフローラルの香り。香りの強さの目安は「1」である。超コンパクトタイプの「ハミングNeo」同様、2016年春に天然生まれの柔軟成分を配合してリニューアルし、液色が青から水色に変更した。
フローラルハミング
沖縄県限定で発売されている。

### 洗たく用香りづけ剤
ハミング フレア フレグランス 贅沢アロマエッセンス
2023年8月発売。柔軟剤と一緒に使用するプッシュ式液体タイプの香りづけ剤で、洗濯機の柔軟剤投入口に柔軟剤を入れた後に投入する。柔軟剤は「ハミング」に限らず、他社製品にも使用可能である。
ラインナップは「魅惑の果実」と「高貴な香水」の2種類がある。

### 衣類用フレグランス
ハミング フレア フレグランス 香りのミスト
2011年9月に「フレア フレグランス 衣類のリフレッシュミスト」として発売。香りは柔軟剤の「ハミング フレア フレグランス」と揃えている。2015年9月のリニューアル時に「フレア フレグランス 香りのスタイリングミスト」に製品名を変更。本体はボトルデザインとスプレーが刷新され、内容量を増量（200ml→270ml）。つめかえ用はボトルタイプから1回使い切りのパウチタイプに変更した。2022年8月にウイルス除去効果（エンベロープタイプのウイルス1種で効果を検証済）を付与するとともに、柔軟剤同様にパッケージデザインを刷新してリニューアルされた。2023年8月に柔軟剤に合わせてパッケージデザインが変更された（自然切替）。
香りは柔軟剤同様に「フレア フレグランス 衣類のリフレッシュミスト」の発売当初からある「フローラルスウィートの香り」と2017年9月に発売された「フラワーハーモニーの香り」の2種類。2022年8月のリニューアルに合わせて追加された「ホワイトブーケの香り」はパッケージデザインの変更を受けずに柔軟剤同様に2023年8月をもって製造終了となった。

### 製造終了品
スプレーハミング
服の静電気防止スプレー（柔軟剤ではない）。ミニサイズ（20mL）は大サイズからの詰め替えが可能であった。フロンガス規制により販売終了（ライバルのライオンから発売されている類似商品であるエレガードはガスを変更し販売が継続されている）。なお、「ハミング」ブランドで静電気防止効果が付与されているスプレーとしては、2022年8月に「ハミング」ブランドへ移行してリニューアルしたノンガスタイプの「ハミング フレア フレグランス 香りのミスト」が実質的な後継品となる。
ニューハミング
「ハミング」（従来タイプ）の改良品。柔軟剤としては日本で初めて紙容器（再生紙使用）を採用した（ボックスタイプ・1300mL）。ポリ容器入りも併売。ボックスタイプは詰め替えパックの普及により終売、ポリ容器入りも特大サイズ（2500mL）のみとなり、商品名も「ハミング」に戻った。
ハミング レギュラー（旧：ハミング1/3）
ハミングの基盤製品。
1988年に、同業者であるライオンが濃縮柔軟剤「ソフラン1/3」を発売したため、競合品として花王も濃縮タイプのハミング1/3を発売した。ボトルも軽量・コンパクトになり、持ち運びや置き場所にかさばらないのが特徴。以降、濃縮タイプの柔軟剤が主流になり、ハミングブランドの主力商品となった。また、2005年秋からは、商品名から「1/3」が取れ「ハミング レギュラー」となった。
発売当初 - 2005年夏までは、容器は青い縦長のボトルで、ラベルは下に巻き付けてあり、取って部分は上に設けられていた。2005年秋から2015年3月までは、ボトルの形状が変わっているが、色はそのままであり、取っ手部分は、下に設けられていた。
のちに、柔軟剤の製品絞り込みと関係して、1999年にフローラルハミング1/3、2000年に抗菌プラスハミング1/3（現：抗菌ハミング）が追加された。さらに省資源化やボトルの再利用を目的に、1994年に「ハミング1/3 詰替用」が発売され、シリーズ品にも発売と同時に設定された。
花王やライオンに続き、他社からも濃縮タイプの柔軟剤が発売された。また、現在濃縮タイプの柔軟剤が主力商品のため従来タイプの柔軟剤は特大ボトル（2.5L入り）の製品しか発売されていない。
「ハミング フローラルブーケの香り」の発売に伴い2015年3月生産終了。
フローラルハミング（旧：フローラルハミング1/3）
1999年発売（発売当時の商品名はフローラルハミング1/3、2005年秋にハミング同様商品名から「1/3」が取れた）。「フロリア」の実質的な後継品。2008年3月にリニューアルし、香りが「オリエンタルローズ」と「南国リゾート」の2種類になった。持続性の高い香り成分を配合。2008年夏には、数量限定商品として「高原リゾート」の香りが発売された。「南国リゾート」が2009年5月に製造を終了してからは「オリエンタルローズ」のみとなっていたが、「オリエンタルローズ」も「ハミング オリエンタルローズの香り」の発売に伴い2015年3月製造終了。
抗菌ハミング（旧：抗菌ハミング1/3）
2000年発売（発売当時の商品名は抗菌プラスハミング1/3、2005年秋にハミング同様商品名から「1/3」が取れた）。「タッチ1/3」の実質的な後継品。抗菌成分を配合。新「ハミング」への統合に伴い、2015年3月製造終了。
ハミングNeo
2010年11月発売。水量30Lあたりの使用量を4mLとした超濃縮タイプ。「ハミング フローラルブーケの香り」に比べて洗たく1回あたりの全製品ライフサイクルのCO2排出量を削減可能なため、本体にも「いっしょにeco」マークが記されている（つめかえ用の「いっしょにeco」マークは廃棄プラスチック量を削減可能な製品として表記）。2016年春には柔軟成分が天然由来成分に変更するリニューアルが行われた（自然切替）。
香りのラインナップは微香タイプの「ホワイトフローラルの香り」、「ベビーパウダーの香り（2011年3月発売）」、「シルキーソープの香り（2012年3月発売）」と一時期3種類の香りが発売されていたが、「シルキーソープの香りは2016年3月、「ベビーパウダーの香り」は2019年3月、「ホワイトフローラルの香り」は2020年3月に順次製造終了となった。
また、通常品とは別に2012年6月には期間限定品として「エンジェルローズの香り」が発売されていた。本香調はピンクリボンキャンペーンと連動した製品で、本体のアイキャッチシール及びつめかえ用の正面にワンクリック募金が可能なQRコードが記されたほか、通常品では水色を基調としたパッケージデザインもピンクを基調としたものとなっていた。
ハミングフレア
2002年発売。シリーズ初の透明タイプの柔軟剤。「リフレッシュハーブ」と「リラックスハーブ」の2種類の香りがあった。「リラックスハーブ」は2008年10月に、「リフレッシュハーブ」は2009年8月に製造終了。
ハミングフレア ふわっと花咲くエッセンス
2007年3月発売。硬くなった繊維でも柔らかさをよみがえらせる効果を持たせた柔軟剤。2010年3月にリニューアルの形で「ハミングフレア 毎日ふんわりエッセンス 花咲く」へ継承
ハミングフレア ふわっと輝くエッセンス
2007年10月発売。衣類の色褪せを抑える効果を持った柔軟剤。青空の香り。2010年3月製造終了
ハミングフレア 毎日ふんわりエッセンス
2008年10月発売。香りは当初は黄色のボトルの「陽だまり」の1種類のみで2009年10月には緑のボトルの「木もれび」を追加。さらに、2010年3月には、従来の「ハミングフレア ふわっと花咲くエッセンス」をリニューアルした「花咲く」を追加した。パッケージにはクマのような顔（フレアくん）が描かれている。前述の「ハミングファイン」の発売に伴い、2014年3月製造終了。
ハミングフレア フレグランス・コレクション
2009年3月発売。ヨーロッパ色調の香りをプラスしたフレグランス柔軟剤。香りは1週間後も持続。防臭効果もある。発売当初は心華やぐドラマチック・ブーケの香りの「パッション」（ピンクのボトル)と心安らぐヨーロピアンソープの香りの「シエスタ」（緑のボトル）の2種類の香りで発売、さらに2010年1月には心きらめくエレガントフルーツの香りの「ティアラ」（黄色のボトル）が新たに加わった。また、本体、つめかえ用（パウチ）のほかに、「パッション」と「シエスタ」には、約2回分詰め替えできる大容量980mL入りのつめかえ用（ボトル）もラインナップしており、「ハミング」のその他製品や他社の代表製品に比べて値段が高めに設定されていた。また「ハミング」ブランドでは初めて商品パッケージ表面に表示されている商品名には英語ロゴを使用しているほか、広告には外国人のモデルを起用していた。なお、本製品は2011年9月に製造終了。同時期に発売を開始した「フレア フレグランス」に継承した。
ハミングファイン デオドラントEX
2017年6月発売。「ハミングファイン」のシリーズ品で、防臭成分を高配合した製品。ブルー系のパッケージデザインで、スパークリングシトラスの香り。内容量は通常の「ハミングファイン」よりも30mL少なくなっている（本体:540mL、つめかえ用:450mL）。香りの強さの目安は「4」である。
2018年5月のリニューアル時にドライ機能を向上。2019年6月（一部店舗は同年5月最終週）にパッケージデザインを変更するリニューアルが行われ、「ハミングファイン DEO EX」から製品名が変更された。
本製品と同じ高いデオドラント効果を持つ「ハミング 涼感テクノロジー」へ移行のため、2020年4月をもって製造を終了した。
ハミングファイン 部屋干しEX
2018年5月発売。「ハミングファイン」のシリーズ品で、部屋干し中と着用中それぞれの生乾き臭に対応した2種類の防臭成分を組み合わせた「抗菌防臭Wバリア処方」を採用した部屋干し向けの製品。グリーン系のパッケージデザインで、フレッシュサボンの香り。「ハミングファイン DEO EX」同様、内容量は通常の「ハミングファイン」よりも30mL少なくなっている（本体:540mL、つめかえ用:450mL）。香りの強さの目安は「4」である。
2019年6月（一部店舗は同年5月最終週）にパッケージデザインを変更するリニューアルが行われた。
「ハミング消臭実感」へのラインナップ統合に伴い、2021年3月をもって製造を終了した。
ハミング涼感テクノロジー
2020年4月発売。衣類上で汗による水膜を張りにくくし、通気性の悪化を防いで熱気を放出させる独自技術を採用した製品。なお、夏場に限らず、冬場での暖かい室内や満員電車の中などで発生しやすい衣類のムレや熱気を放出して衣類内の環境を快適にする効果が得られ、普段以上に寒く感じることが無い為、通年使用が可能である。発売当初、ブルー系のパッケージデザインの「アクアティックフローラルの香り」とグリーン系のパッケージデザインの「スプラッシュグリーンの香り」の2種類が設定されていたが、2021年4月にピンク系のパッケージデザインの「フラワーシャワーの香り」が追加発売され3種類となった。香りの強さの目安は「ハミング消臭実感」と同じ「4」である。
ラインナップの整理に伴い、2022年5月をもって製造を終了した。
ハミング温感テクノロジー
2021年10月発売。洗濯の繰り返しや着用によって繊維が細くなるの抑え、糸をふっくらさせることで空気をより多く溜め込み、保温率を高める技術を採用した製品。イエロー系のパッケージデザインの「ミューゲフローラルの香り」と、レッド系のパッケージデザインの「スイートムスクの香り」の2種類。季節限定品のため、花王の製品カタログには掲載されていなかった。2022年3月製造終了。
ハミングLINNE（リンネ）
2019年3月発売。花王が発売する柔軟剤で初の無香性タイプ（合成香料を配合していないため、配合成分由来のニオイがすることがある）。柔軟成分を高配合した弾力性タイプの「ふわり」と、JIS沈降法による吸水スピードを高めた吸水性タイプの「さらり」の2種類が設定された。2021年3月製造終了。
無香性タイプについては、2021年10月に発売された「ハミング 素肌おもい 無香料」に引き継がれる。
ハミングスタイルフィット
2007年発売。詳細は当該項目参照。2011年3月製造終了

## 他社との競合
花王は1962年に日本で初めての柔軟剤「花王ソフター」を発売した。その後、最大のライバルであるライオンが「ライオンソフター」を発売するなど同業他社からの類似製品が数多く発売された。
花王は1966年7月にこうした類似商品との差別化を図るべく、商品名を「ハミング」と改名。しばらくは「花王ソフター」の字も小さく書かれていた。
1975年、ライオンは新商品「ソフランS」を発売。当時、柔軟剤の色は青が一般的だったのに対し、ピンク色とした「ソフランS」は消費者に新しい印象を与え、「ハミング」のシェアを切り崩した。その後花王もピンクの柔軟剤「フロリア」「シルエット」を発売して追随することになる。
1982年夏にはライオンが青色の柔軟剤「レディーナ」を発売。両社で青とピンクの柔軟剤がそれぞれラインアップされることになり、柔軟剤市場の競争は激しさを増していった。
1986年にライオンが使用量を3分の1にして小型化した「ソフラン1/3」を出すと花王も「ハミング1/3」を出して対抗。さらに1988年にはライオンが吸水性に優れた柔軟剤「ソフト&ドライ」を発売すると花王も同機能を謳った「タッチ」を出して対抗した。
しかし、その後は両社とも柔軟剤の製品絞り込みを実施。この頃には流通業界から相次いで安価なPB商品が登場し、これらに対抗できるようそれぞれのブランドで消費者の細かいニーズに応える付加価値の高い製品を発売している。
花王はブランドを「ハミング」に統一。新たに仕上がり時の香りが楽しめる「フローラルハミング」や菌の繁殖を抑える「抗菌ハミング」を追加した。2002年には当時としては画期的な透明の柔軟剤「ハミングフレア」を追加。
ライオンもブランドを「ソフラン」に統一。「フローラルハミング」への競合製品として「デイフレッシュソフラン」を2003年に発売、2005年には「香りとデオドラントのソフラン」に改名し、2種類の香り分けをして再発売した。その後も洗濯しわを抑える「しわスッキリソフラン」や室内干しのニーズに応えた「部屋干しソフラン」を発売し、ブランドアイテムを充実。
2004年にはP&Gがバウンスの後継商品として防臭効果に優れた「レノア」を発売して柔軟剤部門を強化。これを受けて花王が「フレア」の防臭効果を向上させたほか、ライオンも対抗商品を出して対抗した。
近年は「ダウニー」、「スナッグル」など外国製の柔軟剤が輸入販売で気軽に入手できるようになり、衣類の仕上がりに強い香りを好むユーザーが増えつつある。これに影響してか、花王では2009年3月にプレミアムタイプの「ハミングフレアフレグランス・コレクション」を発売。ライオンも「香りとデオドラントのソフラン」のラインナップを強化した。
国内メーカーの柔軟剤のシェアは2005年現在ハミングがトップになっており、ソフランがその後を追随している。2006年にはニッサン石鹸（現在のNSファーファ・ジャパン）がユニリーバ・ジャパンから譲受したファーファブランドで柔軟剤部門を強化していて、競争はますます激化している。
なお、前述のとおり、2011年9月に「ハミングフレア フレグランス・コレクション」が生産終了となり、新たに発売された「フレア フレグランス」へ継承され、「ハミング」から独立したブランドとなったため、花王の柔軟剤では11年ぶりに複数ブランド体制へ移行。2022年4月には「フレア フレグランス IROKA」が「IROKA」へ独立ブランド化されたため、花王の柔軟剤では初となる3ブランド体制となったが、前述したように同年8月に「フレア フレグランス」が「ハミング フレア フレグランス」に改名して「ハミング」に統合したため、「ハミング」と「IROKA」の2ブランドに集約された。

## テレビコマーシャル
- CMでは長らく「やわらかリンスハミング」と宣伝されていたが、現在は使われていない。
- 基本的にCMソングは使われないが、これまでにaikoの「瞳」（2005年 - 2006年）や、つじあやのによるオリジナルCMソング（2007年 - 2008年）が使用された。
- テレビCMのママ役は澤山薫、「ハミングNeo」は佐藤隆太と本田望結（2012年3月の「シルキーソープの香り」発売以降）がそれぞれ起用されていた。
- 「ハミングファイン」は発売当初山口智充と松雪泰子が起用していたが、2015年5月のリニューアル以降は吉田羊と平山浩行が起用され、2017年5月以降は渡辺えりが起用され、また平山浩行に代わり田中直樹が起用された。2019年5月のリニューアル以降は田中圭と松尾諭が起用されている。
- 2022年3月、「消臭実感」のCMキャラクターに草彅剛が就任。同年12月まで、その時々で変わるゲストと共演するCMシリーズを展開した。[4]第1弾のゲストとして香取慎吾が「ハミングの精」に扮し、『消臭する柔軟剤と言えば』篇・『濡れたタオルがニオわない』篇に出演した[5][6]。
- 2024年3月、「消臭実感」の新CMキャラクターに小栗旬と吉田沙保里が就任。
- 「ハミング フレア グレグランス」では、前身の「フレア フレグランス」に引き続き石原さとみが起用されている。